# Hespérie des frimas
Pyrgus andromedae
Espèce
Statut de conservation UICN

 LC  : Préoccupation mineure
L’Hespérie des frimas ou Point-d'exclamation (Pyrgus andromedae) est une espèce de lépidoptères (papillons) de la famille des Hesperiidae, de la sous-famille des Pyrginae et du genre Pyrgus.

## Taxonomie
Pyrgus andromedae a été décrit par Hans Daniel Johan Wallengren en 1853.

### Noms vernaculaires
L'Hespérie des frimas ou Point-d'exclamation se nomme Alpine Grizzled Skipper en anglais et Ajedrezada admirada   en espagnol,.

## Description
L'Hespérie des frimas est un petit papillon d'une envergure de 28 mm à 30 mm, de couleur marron, avec une frange blanche entrecoupée et aux antérieures une ornementation de petites taches blanches quadrangulaires.
Le revers est plus clair gris verdâtre orné de taches blanches et aux postérieures celles en e1c un point et une strie forment un point d'exclamation caractéristique.

## Biologie

### Période de vol et hivernation
L'Hespérie des frimas vole en une seule génération en juin juillet, mais dans le centre de l'Europe elle a été mentionnée entre mi mai et fin août.

### Plantes hôtes
Les plantes hôtes de sa chenille sont des Malva, Alchemilla glomerulans et Potentilla thuringiaca,.

## Écologie et distribution
L'Hespérie des frimas est présente en Europe sous forme de plusieurs isolats, dans les Pyrénées, les Alpes, en Bosnie, Serbie, Monténégro, Bulgarie et en Norvège ,.
L'Hespérie des frimas est présente en France métropolitaine dans les Pyrénées et dans les Alpes.

### Biotope
L'Hespérie des frimas réside dans les prairies alpines, dans les lieux herbus abrités.

### Protection
Pas de statut de protection particulier, noté LC sur la liste rouge de l'UICN,.